# Aerope
Aerope is een personage in de Griekse mythologie. Aerope is de dochter van Catreus, de koning van Kreta. Ze was getrouwd met Atreus (ook wel Pleisthenes genoemd) en was de zuster van Clymene, Apemosyne en Altaemenes. Zij is de moeder van Agamemnon, Menelaüs en Anaxibia.